# Ursula Mellin
Ursula Mellin (* 7. Januar 1938 in Kiel) ist eine deutsche Schauspielerin und Synchronsprecherin.

## Tätigkeiten
Sie synchronisierte u. a. Selma Bouvier in der ersten Staffel der Simpsons. Bekannt wurde sie Ende der 1960er Jahre, als sie in den Fernsehserien Kommissar Brahm (1967) und Rinaldo Rinaldini, der Räuberhauptmann (1968) in mehreren Folgen eine Hauptrolle übernahm.

## Filmografie
- 1960: Sie schreiben mit (Fernsehserie, mehrere Folgen)
- 1966: Perlenkomödie (Fernsehfilm)
- 1967: Studenten (Fernsehserie, mehrere Folgen)
- 1967: Von Null Uhr Eins bis Mitternacht  –  Der abenteuerliche Urlaub des Mark Lissen (Fernsehserie, Folge 1x02)
- 1967: Dreizehn Briefe (Fernsehserie, Folge 1x09)
- 1967: Kommissar Brahm (Fernsehserie, 5 Folgen)
- 1968: Helga und Michael
- 1968: Zimmer 13 (Fernsehserie, Folge 1x09)
- 1968: Rinaldo Rinaldini (Fernsehserie, 13 Folgen)
- 1969: Meine Schwiegersöhne und ich (Fernsehserie, 12 Folgen)
- 1969: La Celestina
- 1970: Ludwig van Beethoven: '...in allem streng die Wahrheit'
- 1971: Deep End
- 1971: Mache alles mit
- 1972: Pater Brown (Fernsehserie, Folge 5x10)
- 1973: Der Bastian (Fernsehserie, Folge 1x09)
- 1973: Im Auftrag von Madame (Fernsehserie, Folge 1x13)
- 1974: Gemeinderätin Schumann (Fernsehserie, 3 Folgen)
- 1976: Die Mädchen aus dem Weltraum

### Sprechrollen
- June Whitley Taylor (als Mrs. Epstein) in Der unglaubliche Hulk (1977)
- Lynda Bellingham (als Helen Herriot) in Der Doktor und das liebe Vieh ab Staffel 4 (1988–1990)
- Paula Prentiss (als Dianne Webber) in Auf und davon (1983)
- Hope Lange (als Cheryl Walsh) in Nightmare II – Die Rache (1985)
- Daria Nicolodi (als Frau Brückner) in Phenomena (1985)
- Julie Kavner (als 'Selma Bouvier') in Die Simpsons (1989 ff.)
- Deborah DeMille (als Estelles Mutter) in Carrie (2002)